# Movimiento Amplio de Izquierda (Chile)

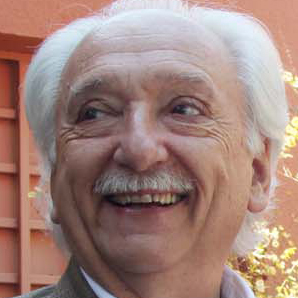
Jorge Arrate, fundador del MAIZ.

El Movimiento Amplio de Izquierda (MAIZ) fue un movimiento político de izquierda chileno. Fue fundado el 22 de mayo de 2011 por distintos actores sociales pertenecientes a la llamada «izquierda extraparlamentaria», además de otros antiguos integrantes de la Concertación, coalición que gobernó el país desde 1990 hasta 2010. En 2014 se fusionó con otros movimientos de izquierda en Convergencia de Izquierdas.

## Historia

### Fundación
Entre los fundadores del movimiento se encontraban el excandidato presidencial Jorge Arrate y los exdiputados Bosco Parra y Pedro Felipe Ramírez. Otro de los que se integró a la colectividad fue el diputado en ejercicio Sergio Aguiló, quien había presentado su renuncia al Partido Socialista. Entre los grupos que conformaron el MAIZ se encontraban la Izquierda Cristiana (IC), Nueva Izquierda (NI), el Partido Socialista Allendista (PSA) y la Acción Socialista Allendista.
El movimiento, que se declaró como socialista, fue crítico al gobierno de centroderecha de Sebastián Piñera, pero también cuestionó las políticas económicas y sociales construidas durante períodos anteriores.

### Divisiones
Hacia el año 2012 el movimiento se divide, ya que una parte de él, encabezada por Aguiló y Ramírez, se acercó al Partido Radical. Este sector terminó fusionándose con la Izquierda Cristiana y formó la Izquierda Ciudadana, partido político que se presentó a las elecciones municipales bajo el pacto Por un Chile justo, junto con los radicales, el Partido Comunista y el Partido por la Democracia. Tiempo después, esta colectividad terminaría integrándose a la Nueva Mayoría.
Otro sector, encabezado por Arrate, negó este acercamiento a los partidos de la Concertación y para las mismas elecciones municipales formó una alianza con el Movimiento Amplio Social y el Partido Humanista. El ex abanderado finalmente presentó su renuncia al MAIZ en abril de 2012.
El resto del movimiento, liderado por Eduardo Giesen, Francisco Carreras., Santiago Trincado, Paulina Fuenzalida y Luis Alorda se sumó al pacto Todos a La Moneda y para la elección presidencial de 2013 apoyó la candidatura del economista Marcel Claude, quien sacó el 2,81% de los votos. En las parlamentarias de ese mismo año presentó la candidatura a diputado del propio Giesen, con la que no salió electo.
En 2014 conformaron el movimiento Convergencia de Izquierdas, junto al Movimiento Nueva Izquierda (NI), la Acción Socialista Allendista (ASA), e integrantes del extinto Partido de Izquierda (PAIZ).